# Агилар Чакон, Карель
Карель Агилар Чакон (исп. Karel Aguilar Chacón; 5 апреля 1980, Камагуэй) — кубинский гребец-каноист, выступал за сборную Кубы на всём протяжении 2000-х годов. Участник двух летних Олимпийских игр, серебряный и бронзовый призёр чемпионатов мира, четырёхкратный чемпион Панамериканских игр, дважды чемпион Игр Центральной Америки и Карибского бассейна, победитель многих регат национального и международного значения.

## Биография
Карель Агилар Чакон родился 5 апреля 1980 года в городе Камагуэй одноимённой провинции.
Первого серьёзного успеха на взрослом международном уровне добился в 2003 году, когда попал в основной состав кубинской национальной сборной и побывал на Панамериканских играх в Санто-Доминго, откуда привёз награду золотого достоинства, выигранную в зачёте одиночных каноэ на дистанции 500 метров. Благодаря череде удачных выступлений удостоился права защищать честь страны на летних Олимпийских играх 2004 года в Афинах — в одиночках на дистанции 1000 метров сумел пробиться в финал, но в решающем заезде финишировал лишь восьмым.
В 2005 году на чемпионате мира в хорватском Загребе Агилар Чакон трижды поднимался на пьедестал почёта: получил бронзу в двойках на двухстах и пятистах метрах, а также серебро в двойках на тысяче метрах. Год спустя одержал победу в двух дисциплинах на Играх Центральной Америки и Карибского бассейна в Картахене, в гонках двухместных экипажей на дистанциях 500 и 1000 метров. Ещё через год добавил в послужной список ещё две золотые медали, выигранные в тех же дисциплинах на Панамериканских играх в Рио-де-Жанейро, и серебряную медаль, добытую в двойках на тысяче метрах на мировом первенстве в немецком Дуйсбурге. Будучи одним из лидеров гребной команды Кубы, благополучно прошёл квалификацию на Олимпийские игры 2008 года в Пекине. Стартовал здесь в вместе с напарником Сергеем Торресом в двойках на дистанциях 500 и 1000 метров. В первом случае сумел дойти только до стадии полуфиналов, где финишировал шестым, тогда как во втором случае добрался до финала и показал в решающем заезде девятый результат.
После пекинской Олимпиады Карель Агилар Чакон остался в основном составе кубинской национальной сборной и продолжил принимать участие в крупнейших международных регатах. Так, в 2011 году он завоевал золотую награду в километровой программе двоек на Панамериканских играх в мексиканской Гвадалахаре. Вскоре по окончании этих соревнований принял решение завершить карьеру профессионального спортсмена, уступив место в сборной молодым кубинским гребцам.